# Giro dell'Appennino 2024
Il Giro dell'Appennino 2024, ottantacinquesima edizione della corsa e valevole come evento dell'UCI Europe Tour 2024 categoria 1.1, si svolse il 14 luglio 2024 su un percorso di 198,5 km, con partenza da Novi Ligure e arrivo a Genova, in Italia. La vittoria fu appannaggio dello svizzero Jan Christen, il quale completò il percorso in 4h58'47", alla media di 39,862 km/h, precedendo gli italiani Simone Velasco e Diego Ulissi.
Sul traguardo di Genova 74 corridori, dei 114 partiti da Novi Ligure, portarono a termine la competizione.

## Squadre e corridori partecipanti
| N.    | Cod. | Squadra                       |
| ----- | ---- | ----------------------------- |
| 1-7   | UAD  | UAE Team Emirates             |
| 11-17 | ARK  | Arkéa-B&B Hotels              |
| 21-27 | AQT  | Astana Qazaqstan Team         |
| 31-37 | COR  | Corratec Vini Fantini         |
| 41-46 | EKP  | Equipo Kern Pharma            |
| 51-57 | PRT  | Team Polti Kometa             |
| 61-67 | VBF  | VF Group-Bardiani CSF-Faizanè |
| 71-75 | LDD  | Lotto Dstny Development Team  |
| 81-87 | Q3C  | Q36.5 Continental Team        |

| N.      | Cod. | Squadra                      |
| ------- | ---- | ---------------------------- |
| 91-97   | BTC  | Beltrami TSA Tre Colli       |
| 101-106 | BIE  | Biesse-Carrera               |
| 111-116 | MGK  | MG.K Vis Colors for Peace    |
| 121-126 | PTL  | Petrolike                    |
| 131-137 | RID  | Rime Drali                   |
| 141-147 | MBH  | Team MBH Bank Colpack Ballan |
| 151-157 | AZT  | UM Tools Caffé Mokambo       |
| 161-167 | BLN  | Team BridgeLane              |
| 171-177 | CPM  | Colombia Potencia de la Vida |

## Ordine d'arrivo (Top 10)
| Pos. | Corridore         | Squadra   | Tempo    |
| ---- | ----------------- | --------- | -------- |
| 1    | Jan Christen      | UAE       | 4h58'47" |
| 2    | Simone Velasco    | Astana    | a 56"    |
| 3    | Diego Ulissi      | UAE       | s.t.     |
| 4    | Filippo Baroncini | UAE       | a 1'18"  |
| 5    | Jonathan Caicedo  | Petrolike | s.t.     |
| 6    | Louis Barré       | Arkéa     | s.t.     |
| 7    | Paul Double       | Polti     | s.t.     |
| 8    | Alessandro Verre  | Arkéa     | s.t.     |
| 9    | Unai Iribar       | Kern      | a 1'20"  |
| 10   | Finn Fisher-Black | UAE       | s.t.     |